# Alfred Donné
Alfred Donné est un bactériologiste et médecin français, né le 13 septembre 1801 à Noyon et mort le 7 mars 1878 à Paris.

## Biographie
Donné devient le directeur de l’hôpital de la Charité de Paris en 1829, puis est sous-directeur de la bibliothèque de la faculté de médecine et enfin inspecteur général des hôpitaux. Il étudie la composition sanguine ; il décrit le protiste responsable de la trichomonose, Trichomonas vaginalis,.
Il décrit aussi l'augmentation du nombre de globules blancs, connue alors sous le nom de leucose, qui correspondra plus tard à la leucémie,.
Il est le premier à avoir appliqué la photographie (plus précisément le daguerréotype) aux observations microscopiques (photomicrographie). Avec Léon Foucault, il est crédité de l'invention de la microscopie photoélectrique utilisant l'arc électrique comme source de lumière.

## Ouvrages
- Mémoire sur l'emploi de la gélatine comme substance alimentaire, 1835 (lire en ligne sur Gallica).
- Histoire physiologique et pathologique de la salive, considérée particulièrement sous le rapport de ses usages, du rôle que joue ce fluide dans les fonctions digestives et dans les affections gastriques, 1836 (lire en ligne sur Gallica).
- Du lait, et en particulier de celui des nourrices, considéré sous le rapport de ses bonnes et de ses mauvaises qualités nutritives et de ses altérations, 1837 (lire en ligne sur Gallica).
- Nouvelles expériences sur les animalcules spermatiques et sur quelques-unes des causes de la stérilité chez la femme, suivies de recherches sur les pertes séminales involontaires et sur la présence du sperme dans l'urine, 1838 (lire en ligne sur Internet Archive).
- Mademoiselle Pigeaire. Somnambulisme et magnétisme animal, 1838[4].
- Examen microscopique de l'eau du Rhône et des eaux de source de Roye, de Ronzier, de Fontaine et de Neuville, en hiver, au printemps et pendant l'été, 1839[5].
- Conseils aux mères sur la manière d'élever les enfants nouveau-nés, 1842, 4e  éd. (lire en ligne sur Google Livres).
- (avec contributions de Léon Foucault) Cours de microscopie complémentaire des études médicales : anatomie microscopique et physiologie des fluides de l'économie, J.-B. Baillière, 1844, 550 p. (lire en ligne sur Google Livres).
- Conseils aux familles sur la manière d'élever les enfants, suivis d'un Précis d'hygiène applicable aux différentes saisons de l'année, 1864
- Hygiène des gens du monde, 1870 (lire en ligne sur Gallica).

## Distinctions
- Officier de la Légion d'honneur le 16 juin 1856[6].